# Tawny Kitaen
Julie E. «Tawny» Kitaen (San Diego, California; 5 de agosto de 1961 - Newport Beach, California; 7 de mayo de 2021) fue una actriz estadounidense.

## Biografía
Después de aparecer en las portadas de los álbumes Ratt y Out of the Cellar Ratt, Kitaen participó en algunos video clips de la banda de hard rock Whitesnake, incluyendo los exitosos «Is This Love» y «Here I Go Again». Estuvo casada con el vocalista de dicha banda, David Coverdale, de 1989 a 1991. También tuvo un compromiso con el jugador de béisbol Chuck Finley de 1997 al 2002. Uno de sus primeros papeles en el cine fue en la famosa película protagonizada por Tom Hanks Despedida de soltero.
Falleció el 7 de mayo de 2021 en su hogar de Newport Beach, California a los cincuenta y nueve años.

## Filmografía destacada

### Cine y televisión
- 1984 : Gwendoline
- 1984 : Despedida de Soltero
- 1986 : Crystal Heart
- 1986 : Instant Justice
- 1986 : Witchboard
- 1986 : Happy Hour
- 1989 : White Hot
- 1991 : Seinfeld
- 1993 : Three of Hearts
- 1997 : Dead Tides
- 2014 : After Midnight
- 2015 : Come Simi